# Laemophloeus norfolcensis
Laemophloeus norfolcensis is een keversoort uit de familie dwergschorskevers (Laemophloeidae). De wetenschappelijke naam van de soort werd in 1929 gepubliceerd door Arthur Mills Lea.